# Canton de Vouillé
Le canton de Vouillé est un ancien canton français situé dans le département de la Vienne et la région Poitou-Charentes.

## Géographie
Ce canton était organisé autour de Vouillé dans l'arrondissement de Poitiers. Son altitude varie de 82 m (Quinçay) à 187 m (Benassay) pour une altitude moyenne de 120 m.

## Représentation

### Conseillers généraux de 1833 à 2015
| Période | Période             | Identité                                            | Étiquette                    | Qualité |
| ------- | ------------------- | --------------------------------------------------- | ---------------------------- | --- |
| 1833    | 1839                | Adrien Jeudy (1795-1865)                            | Républicain                  | Marchand et propriétaire Maire de Latillé Député (1848) |
| 1839    | 1842                | Henri Denis Eugène Barbault de la Motte (1796-1862) |                              | Président à la Cour royale de Poitiers |
| 1842    | 1848                | Justin Bazille                                      | Progressiste                 | Propriétaire à Quinçay, ancien conseiller d'arrondissement, conseiller municipal de Poitiers                                                                           |
| 1848    | 1867                | Baron Jacques Étienne de Laurenceau                 | Droite                       | Conseiller municipal de Poitiers Député (1849-1851 et 1871-1873) |
| 1867    | 1886 (décès)        | Alcibiade Aubin (1811-1886)                         | Bonapartiste                 | Avocat, conseiller à la Cour d'appel de Poitiers |
| 1886    | 1889 (invalidation) | Victor Alfred Guillon (1839-1905)                   | RG                           | Médecin, maire d'Ayron |
| 1889    | 1890 (annulation)   | Comte Henri Joseph René Aymer de la Chevalerie      | Monarchiste                  | Maire de Chiré-en-Montreuil |
| 1890    | 1905 (décès)        | Victor Alfred Guillon                               | Républicain                  | Docteur en médecine, maire d'Ayron |
| 1905    | 1906 (annulation)   | André Lacroix (1863-1944)                           | Rad.                         | Auditeur au Conseil d'État Directeur du cabinet du Ministre des Travaux publics Conseiller municipal de Béruges puis de Champagné-Saint-Hilaire, puis maire de Béruges |
| 1906    | 1907                | Paul Fontant (1865-1936)                            | Conservateur                 | Avocat, Avoué à la Cour d'appel, Poitiers Fondateur du journal Le Poitou catholique                                                                                    |
| 1907    | 1933 (décès)        | François Albert                                     | Rad.                         | Enseignant Maire de Béruges (1914-1933) Sénateur de la Vienne (1920-1927) Député des Deux-Sèvres (1928-1933) Ministre (1924-1925 et 1933)                              |
| 1934    | 1940                | Henri Gallet                                        | PDP-RG                       | Avoué Maire de Benassay |
|         |                     |                                                     |                              | |
| 1945    | 1960 (décès)        | Armand Roux                                         | Rad.                         | Médecin à Champigny-le-Sec, maire de Latillé (1929-1957) Président du Conseil Général (1949-1951)                                                                      |
| 1961    | 1985                | Robert Gerbier                                      | UFF puis SE puis CD puis DVD | Pharmacien Maire de Latillé |
| 1985    | 2015                | Claude Bertaud                                      | RPR puis UMP                 | Enseignant retraité Président du conseil général (2008-2015) Sénateur (2004-2005) Maire de Benassay (1985-2008)                                                        |

### Conseillers d'arrondissement (de 1833 à 1940)
| Période                                  | Période | Identité                     | Étiquette               | Qualité |
| ---------------------------------------- | ------- | ---------------------------- | ----------------------- | --- |
| 1833                                     | 1836    | Jean Marc Bonnet (1778-1861) |                         | Propriétaire, ancien maire d'Ayron |
| 1836                                     | 1848    | René Roy                     |                         | Juge de paix à Vouillé |
|                                          |         |                              |                         | |
| 1880                                     |         | Marcel Bréchard (1841-1891)  | Conservateur            | Avocat à Poitiers, propriétaire du château, maire de Béruges, ancien suppléant du juge de paix révoqué par l'administration républicaine |
|                                          |         |                              |                         | |
| 1898                                     |         | M. Morain                    | Républicain ministériel | |
| av.1919                                  | 1940    | Julien Gabriel Guitton       | Radical                 | Médecin, maire de Vouillé, Président du Conseil d'arrondissement                                                                         |
| 1940                                     |         |                              |                         | Les conseils d'arrondissement ont été suspendus par la loi du 12 octobre 1940 et n'ont jamais été réactivés                              |
| Les données manquantes sont à compléter. |         |                              |                         | |

## Composition
Le canton de Vouillé regroupait 14 communes et comptait 15 401 habitants (recensement de 2007 populations municipales).
| Nom                   | Code Insee | Codepostal | Superficie (km2) | Population (dernière pop. légale) | Densité (hab./km2) |
| --------------------- | ---------- | ---------- | ---------------- | --------------------------------- | ------------------ |
| Vouillé (chef-lieu)   | 86294      | 86190      | 33,95            | 3 678 (2012)                      | 108                |
| Ayron                 | 86017      | 86190      | 28,30            | 1 148 (2012)                      | 41                 |
| Benassay              | 86021      | 86470      | 42,41            | 872 (2012)                        | 21                 |
| Béruges               | 86024      | 86190      | 32,63            | 1 337 (2012)                      | 41                 |
| Chalandray            | 86050      | 86190      | 24,97            | 786 (2012)                        | 31                 |
| La Chapelle-Montreuil | 86056      | 86470      | 24,53            | 681 (2012)                        | 28                 |
| Chiré-en-Montreuil    | 86074      | 86190      | 21,41            | 888 (2012)                        | 41                 |
| Frozes                | 86102      | 86190      | 8,72             | 531 (2012)                        | 61                 |
| Latillé               | 86121      | 86190      | 25,17            | 1 515 (2012)                      | 60                 |
| Lavausseau            | 86123      | 86470      | 24,71            | 805 (2012)                        | 33                 |
| Maillé                | 86142      | 86190      | 12,32            | 618 (2012)                        | 50                 |
| Montreuil-Bonnin      | 86166      | 86470      | 25,76            | 707 (2012)                        | 27                 |
| Quinçay               | 86204      | 86190      | 29,66            | 2 219 (2012)                      | 75                 |
| Le Rochereau          | 86208      |            | 8,93             | 760 (2012)                        | 85                 |

## Démographie
| 1962  | 1968  | 1975  | 1982   | 1990   | 1999   | 2006   | 2011   | 2012   |
| ----- | ----- | ----- | ------ | ------ | ------ | ------ | ------ | ------ |
| 9 896 | 9 365 | 9 383 | 11 187 | 12 605 | 13 496 | 15 159 | 16 268 | 16 545 |

## Sources
1. ↑  « Journal officiel de la République française. Lois et décrets » , sur Gallica, 3 février 1886 (consulté le 28 août 2020).
2. ↑  « Journal officiel de la République française. Lois et décrets » , sur Gallica, 26 mars 1890 (consulté le 28 août 2020).
3. ↑  « Journal officiel de la République française. Lois et décrets » , sur Gallica, 24 avril 1890 (consulté le 28 août 2020).
4. ↑  « Journal officiel de la République française. Lois et décrets » , sur Gallica, 11 mai 1905 (consulté le 28 août 2020).
5. ↑  « Journal officiel de la République française. Lois et décrets » , sur Gallica, 9 juin 1905 (consulté le 28 août 2020).
6. ↑  « Ministère de la culture - Base Léonore », sur www2.culture.gouv.fr (consulté le 22 mai 2023).
7. ↑  « Le Temps » , sur Gallica, 13 février 1934 (consulté le 28 août 2020).
8. ↑  Structure de la population du canton de 1968 à l'année de la dernière population légale connue
9. ↑  Fiches Insee - Populations légales du canton pour les années 2006, 2011, 2012